# Foundation 9 Entertainment
Foundation 9 Entertainment, Inc. - американская компания по производству видеоигр, базирующаяся в Ирвайне, Калифорния. Компания была образована в марте 2005 года в результате слияния двух компаний: Backbone Entertainment и The Collective.

## История
Foundation 9 Entertainment была основана 29 марта 2005 года в Лос-Анджелесе в результате слияния разработчиков видеоигр Backbone Entertainment и The Collective. Первоначальный совет директоров компании состоял из Джона Голдмана (главный исполнительный директор), Эндрю Эйра и Дугласа Хэйра (со-президенты), Гэри Приста и Марк Лоуриджа (со-председатели), Ричард Хэйра (креативный директор), Джеффа Вавасура (вице- президент по операциям в Канаде), Стивена Сардены (главный финансовый директор) и Ларри Келли (главный операционный директор ). Вскоре после слияния, 12 апреля, Foundation 9 приобрела и интегрировала Pipeworks Software. Впоследствии Дэн Данкалф, президент и соучредитель компании, вошел в совет директоров Foundation 9. В мае Foundation 9 приобрела долю в голливудской управляющей компании Circle of Confusion, чтобы установить стратегическое партнерство.
1 июня 2006 года инвестиционная компания Francisco Partners (по рекомендации UBS Securities ) согласилась предоставить 150 миллионов долларов США в финансирование Foundation 9 в течение нескольких лет с дополнительным финансированием, которое будет предоставлено при необходимости. За инвестициями последовали приобретения Shiny Entertainment у Atari в октябре 2006 г. Amaze Entertainment и связанных студий в ноябре 2006 г. и Sumo Digital и ее индийской дочерней студии в августе 2007 г. По условиям приобретения Shiny, студия будет располагаться вместе с The Collective и сольётся с ней. О слиянии было официально объявлено в октябре 2007 года, после чего обе студии переехали в новые офисы в Ирвине, Калифорния. Союз был назван Double Helix Games в марте 2008 года. В январе 2008 года Foundation 9 повысила Дэвида Манна (ранее главного операционного директора ), Криса Чарлу и Джека Браммета до президента, вице-президента по развитию бизнеса и вице-президента по обеспечению качества соответственно, а затем Джеймс Норт-Хирн, один из основателей Sumo Digital, в марте стал генеральным директором компании.
В июле 2008 года Foundation 9 восстановила Griptonite Games и Fizz Factor, две студии, поглощенные Amaze в 2005 году, под их первоначальными брендами. Однако в июле 2009 года Fizz Factor была полностью закрыта, а Amaze была объединена с Griptonite, а в Double Helix были проведены сокращения штатов. FXLabs, базирующаяся в Хайдарабаде, Индия, была приобретена Foundation 9 в октябре 2010 года и стала частью Griptonite под названием Griptonite India. Griptonite был продан Glu Mobile в августе 2011 года в обмен на 6 млн. обыкновенных акций Glu. Офис Backbone в Ванкувере был закрыт в мае 2009 года, а в октябре 2012 года студия ImaginEngine также была закрыта, как и его основное местоположение в Эмеривилле, Калифорния. Была уволена большая часть персонала. В феврале 2014 года Double Helix была продана Amazon. Позже в том же году по рекомендации GP Bullhound Foundation 9 продала Pipeworks итальянскому издателю Digital Bros, а Sumo Digital — своему собственному руководству, последнее из которых было поддержано NorthEdge Capital. В 2015 году совет директоров Foundation 9 принял решение о роспуске компании. 

## Дочерние компании
- Amaze Entertainment (2007—2009)
- Backbone Entertainment (2005—2015)
  - Backbone Charlottetown (2006—2007)
  - Backbone Emeryville (2005—2015)
  - Backbone Vancouver (2005—2009)
  - Games2Learn
  - ImaginEngine (2005—2012)
- The Collective (2005—2007)
- Double Helix Games (2007—2014)
- Fizz Factor (2008—2009)
- Griptonite Games (2008—2011)
  - Griptonite India (2010—2011)
- Pipeworks Software (2005—2014)
- Shiny Entertainment (2006—2007)
- Sumo Digital (2007—2014)
  - Sumo India (2007—2014)